# Последний разрез Декстера
«Последний разрез Декстера» (англ. Dexter's final Cut) — детективный триллер Джеффри Линдсея, седьмая, предпоследняя, книга из цикла «Декстер» (по первоначальной задумке должна была стать заключительной). Вышла 7 сентября 2013 года в издательстве Doubleday. Также известна под названием «Последний дубль Декстера».

## Сюжет
Капитан Мэтьюс даёт разрешение кинозвёздам Роберту Чейзу и Джекки Форрест пройти практику в отделении полиции города Майами в компании судмедэксперта Декстера и его сестры Дебры Морган с целью дальнейших съёмок детективного сериала. Позже появляется серийный убийца, который жестоко убивает девушек, похожих на кинозвезду. Декстер понимает, что целью психопата является Джекки и старается её оберегать, став на время съёмок её телохранителем. Тем не менее, эта история разрушает брак Декстера «убийственным образом».